# Leviathan (Schiff, 1849)
Das Dampfschiff Leviathan wurde 1849 in Govan gebaut, war die erste Eisenbahnfähre der Welt und überquerte den Firth of Forth in Schottland. 

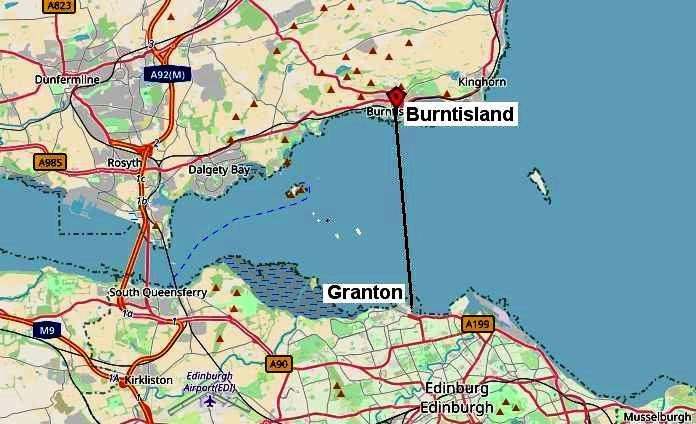
Eisenbahnfährverbindung Granton – Burntisland

Die  Leviathan wurde von Robert Napier & Sons in Govan entworfen und für die Edinburgh & Northern Railway Co gebaut. Die  Leviathan war eine Doppelendfähre mit zwei Rudern.
Der Verkehr wurde im Februar 1850 aufgenommen, die Strecke Granton – Burntisland war 4,5 Seemeilen lang und eine Überfahrt dauerte etwa eine Stunde. Pro Tag wurden vier bis fünf Rundfahrten durchgeführt, das Be- und Entladen dauerte 15 bis 18 Minuten.